# (7740) Petit
(7740) Petit  es un asteroide perteneciente al cinturón de asteroides, descubierto el 6 de septiembre de 1983 por Edward Bowell desde el Observatorio Lowell, en Estados Unidos.

## Designación y nombre
Petit se designó inicialmente como 1983 RR2.
Más adelante fue nombrado en honor al astrónomo francés  Jean-Marc Petit (n. 1961).

## Características orbitales
Petit orbita a una distancia media del Sol de 2,3696 ua, pudiendo acercarse hasta 2,0973 ua y alejarse hasta 2,6420 ua. Tiene una excentricidad de 0,1149 y una inclinación orbital de 7,2191° grados. Emplea en completar una órbita alrededor del Sol 1332 días.

## Características físicas
Su magnitud absoluta es 13,3. Tiene 5,121 km de diámetro. Su albedo se estima en 0,388.